# VTEC system

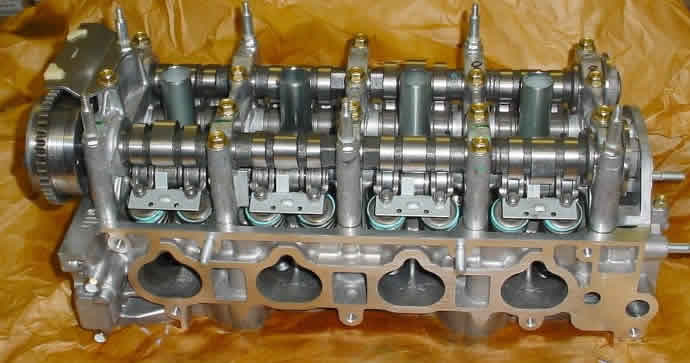
System i-VTEC w silniku Hondy K20Z3

VTEC (ang. Variable Valve Timing and Lift Electronic Control System) – system kontrolujący czas otwarcia i wznios zaworów w zależności od obrotów silnika, stopnia otwarcia przepustnicy, oraz obciążenia silnika. Wałki rozrządu posiadają po 3 krzywki, które sterują dwoma zaworami: 2 krzywki o jednakowym wzniosie pracują dla niskich prędkości obrotowych oraz na małym obciążeniu, natomiast krzywka o większym wzniosie i bardziej ostrej charakterystyce steruje dwa zawory jednocześnie poprzez spięcie dźwigni zaworowych w jedną całość dzięki dostarczeniu ciśnienia oleju do ich mechanizmu. Po przekroczeniu danego zakresu obrotów i przy spełnionych podstawowych warunkach (właściwa temperatura, ciśnienie oleju oraz prędkość pojazdu powyżej 70 km/h) system przełącza sterowanie zaworami na krzywki wałków rozrządu o dłuższym czasie otwarcia i większym wzniosie. System VTEC stosowany jest do poprawienia elastyczności silnika w dużym zakresie prędkości obrotowych oraz zwiększenia mocy silnika. 
System o nazwie VTEC dotyczy wyłącznie marki Honda, jego wynalazcą był Ikuo Kajitani.
Inne firmy również produkowały silniki wyposażone w zbliżoną technologię, takie jak: VVTL-i przez Toyotę, VarioCam przez Porsche, NeoVVL przez Nissan itp.
Rodzaje VTEC:
- SOHC VTEC – system sterowany pojedynczym wałkiem posiadającym krzywki zarówno standardowego jak i wydłużonego otwarcia zaworów, silniki SOHC Hondy korzystają z mechanizmu VTEC tylko na zaworach dolotowych. Dzieje się tak, ponieważ VTEC wymaga trzeciego środkowego wahacza i krzywki (dla każdej strony dolotowej i wydechowej), a w silniku SOHC świece zapłonowe są umieszczone między dwoma ramionami wahacza wydechu, nie pozostawiając miejsca na ramię wahacza krzywek VTEC. Ponadto środkowy płatek wałka rozrządu nie może być wykorzystywany zarówno przez wlot, jak i wydech, co ogranicza funkcję VTEC do jednej strony[2],
- DOHC VTEC – jak wyżej, z tym że głowica posiadała 2 wałki, osobno ssące i wydechowe, co przekłada się na większą moc względem silników SOHC[3],
- VTEC-E – odmiana SOHC VTEC, działająca w nieco odwrotny sposób, gdzie poniżej zadanych obrotów system odcinał po jednym zaworze na cylinder (z 16 na 12), w celu oszczędzania paliwa, kiedy nie jest potrzeba pełna moc,
- 3-Stage VTEC – kombinacja systemu SOHC VTEC i VTEC-E, gdzie na niskich obrotach silnik pracował na 12 zaworach, w średnim zakresie obrotów pracował jak zwykły 16-zaworowy, zaś w górnym zakresie obrotów dodatkowo załączały się ostre krzywki w celu zwiększenia wydajności,
- I-VTEC – początkowo stosowany w serii K, Jest to nadal ten sam system VTEC co w poprzednich seriach, jednak uzupełniony o zmianę faz,
- I-VTEC z VCM – stosowany w silnikach V6, gdzie dodatkowo system mógł w celu oszczędzania paliwa odłączyć cylindry, przez co silnik zależnie od obciążenia mógł pracować na 3, 4 lub wszystkich 6 cylindrach,
- I-VTEC i – wersja uzupełniona o bezpośredni wtrysk paliwa,
- VTEC TURBO – wersja silników wyposażonych w turbo doładowanie[4].

## Historia
Pierwszym samochodem wyposażonym w system VTEC była Honda Integra XSi, wprowadzona na rynek japoński w 1989 roku. Model ten był napędzany silnikiem B16A DOHC VTEC, który osiągał moc 160 KM przy 7600 obr./min z pojemności 1,6 litra. Był to pierwszy na świecie silnik produkcyjny zdolny do jednoczesnej zmiany czasu otwarcia i skoku zaworów zarówno po stronie dolotowej, jak i wylotowej. Technologia ta została opracowana przez inżyniera Ikuo Kajitani i była odpowiedzią na potrzebę połączenia wysokich osiągów z efektywnością paliwową oraz spełnianiem norm emisji spalin.

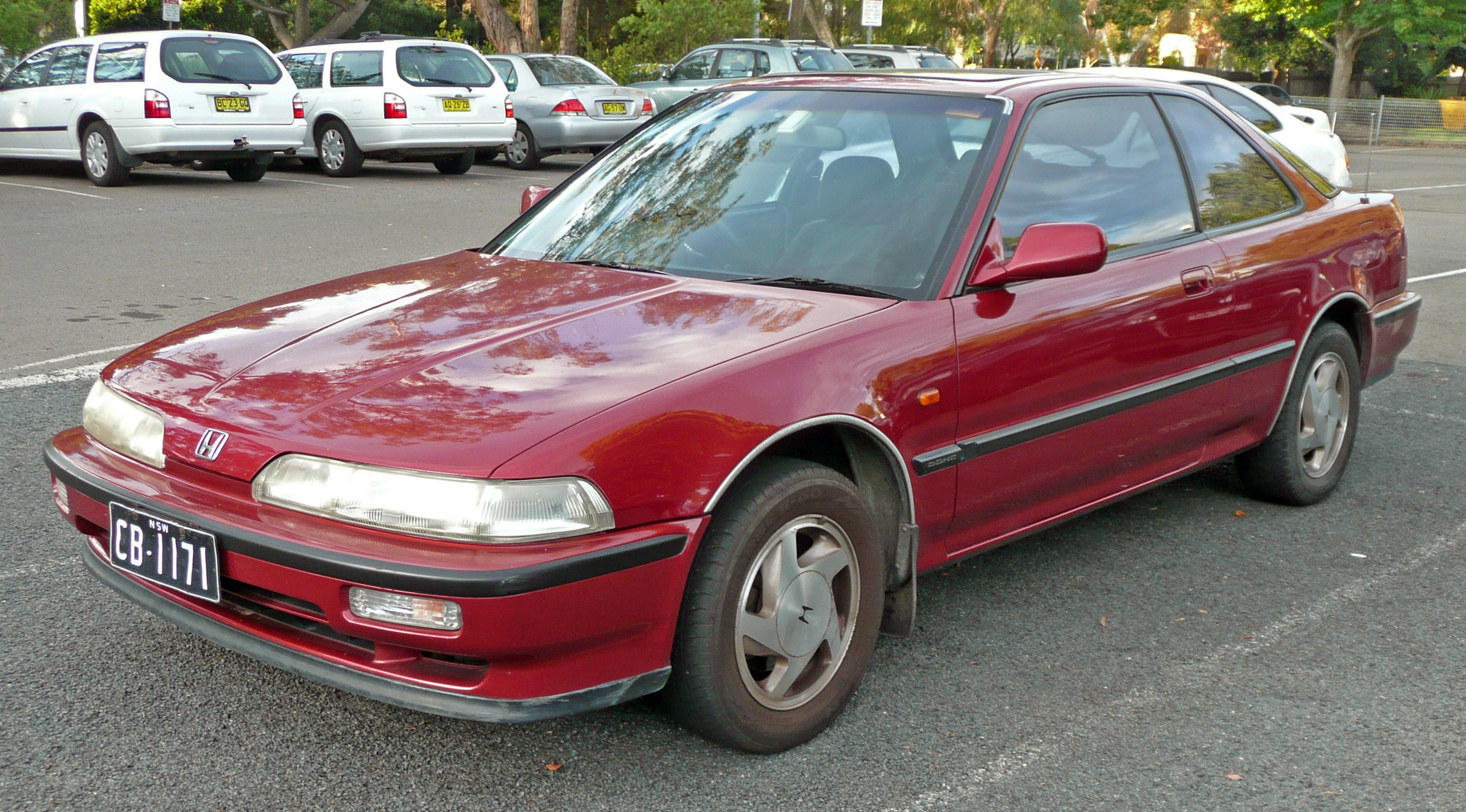
Pierwszy samochód, w którym wykorzystano system VTEC

W 1991 roku silnik B16A trafił również do Hondy CR-X Del Sol VTi i Hondy Civic VTi, co spopularyzowało technologię wśród szerszej grupy odbiorców na całym świecie.
W kolejnych latach Honda rozwijała technologię VTEC, wprowadzając ją do nowych serii silników, takich jak H, F i później K-series, które trafiły do modeli takich jak Prelude, Accord, czy sportowy S2000. Szczególne uznanie zyskała wersja silnika F20C z modelu S2000, osiągająca jedną z najwyższych mocy litrażowych na świecie wśród silników wolnossących – 240 KM z 2 litrów pojemności.
Wraz z postępem technologicznym system VTEC został zintegrowany z innymi rozwiązaniami, jak zmienne fazy rozrządu (VTC) w systemie i-VTEC, co dodatkowo zwiększyło elastyczność silników w różnych warunkach jazdy. Technologia ta z czasem stała się jednym z symboli marki Honda i elementem wyróżniającym jej podejście do łączenia wydajności, niezawodności i ekologii.

## Standaryzacja i modułowość w silnikach VTEC
Honda, wprowadzając system VTEC, dążyła do stworzenia elastycznej i efektywnej platformy silnikowej, która mogłaby być stosowana w różnych modelach pojazdów. Kluczowymi elementami tej strategii były standaryzacja komponentów oraz modułowość konstrukcji.
Silniki wyposażone w system VTEC, takie jak serie B, D, F i K, zostały zaprojektowane z myślą o modułowej budowie, co oznaczało, że wiele komponentów mogło być współdzielonych między różnymi modelami silników. Przykładowo:
- Wałki rozrządu: wiele silników korzystało z podobnych lub identycznych wałków rozrządu, co ułatwiało produkcję i serwisowanie.
- Głowice cylindrów: konstrukcje głowic były często kompatybilne między różnymi wersjami silników, co pozwalało na ich wymienność.
- Układy sterowania: systemy ECU (Electronic Control Unit) były programowane w sposób umożliwiający ich zastosowanie w różnych konfiguracjach silników.

Taka modułowość pozwalała Hondzie na szybkie dostosowywanie linii produkcyjnych do zmieniających się potrzeb rynku oraz na efektywne zarządzanie zapasami części zamiennych.

## Wpływ na rynek i kulturę motoryzacyjną
System VTEC szybko zdobył popularność wśród entuzjastów tuningu i wyścigów ulicznych dzięki swojej unikalnej charakterystyce, która pozwalała osiągać wysoką moc bez turbosprężarki. Dźwięk aktywacji systemu VTEC przy wyższych obrotach stał się niemal kultowy i jest szeroko rozpoznawany w społeczności miłośników japońskich samochodów.